# Salinas (Pantanal)

Eine Lagoa Salina im südlichen Pantanal der Nhecolândia

Im südlichen Teil des brasilianischen Pantanals, genauer in der als "Nhecolândia" genannten Region, findet man ca. 3 Prozent der Seen mit salzigem Wasser. Diese werden lokal als Salinas (portugiesisch Lagoa Salinas Pantanal) bezeichnet.
Der salzige Charakter wird meistens dem Kaliumchlorid zugeschrieben. Durch den erhöhten Salzgehalt ist es die Regel, dass in solchen Seen auch keine oberflächliche Vegetation und keine Fische vorkommen – dafür aber eine Unmenge von Insektenlarven, die sich vor Fischen geschützt gut entwickeln können und dadurch eine unvorstellbare Vielfalt an Vögeln anziehen.
Ganz typisch für die Salinas ist der große weiße Sandrand, der sich in der Trockenzeit bildet, denn die Konzentration an Salz wird so hoch, dass kein Gras mehr wachsen kann.
Über die Entstehung der Salinas gibt es noch keine genaue Erklärungen. Eindeutig ist aber, dass Salinas über die Jahre praktisch nie mit einem Fluss oder anderen Gewässern in Kontakt treten.

## Literatur

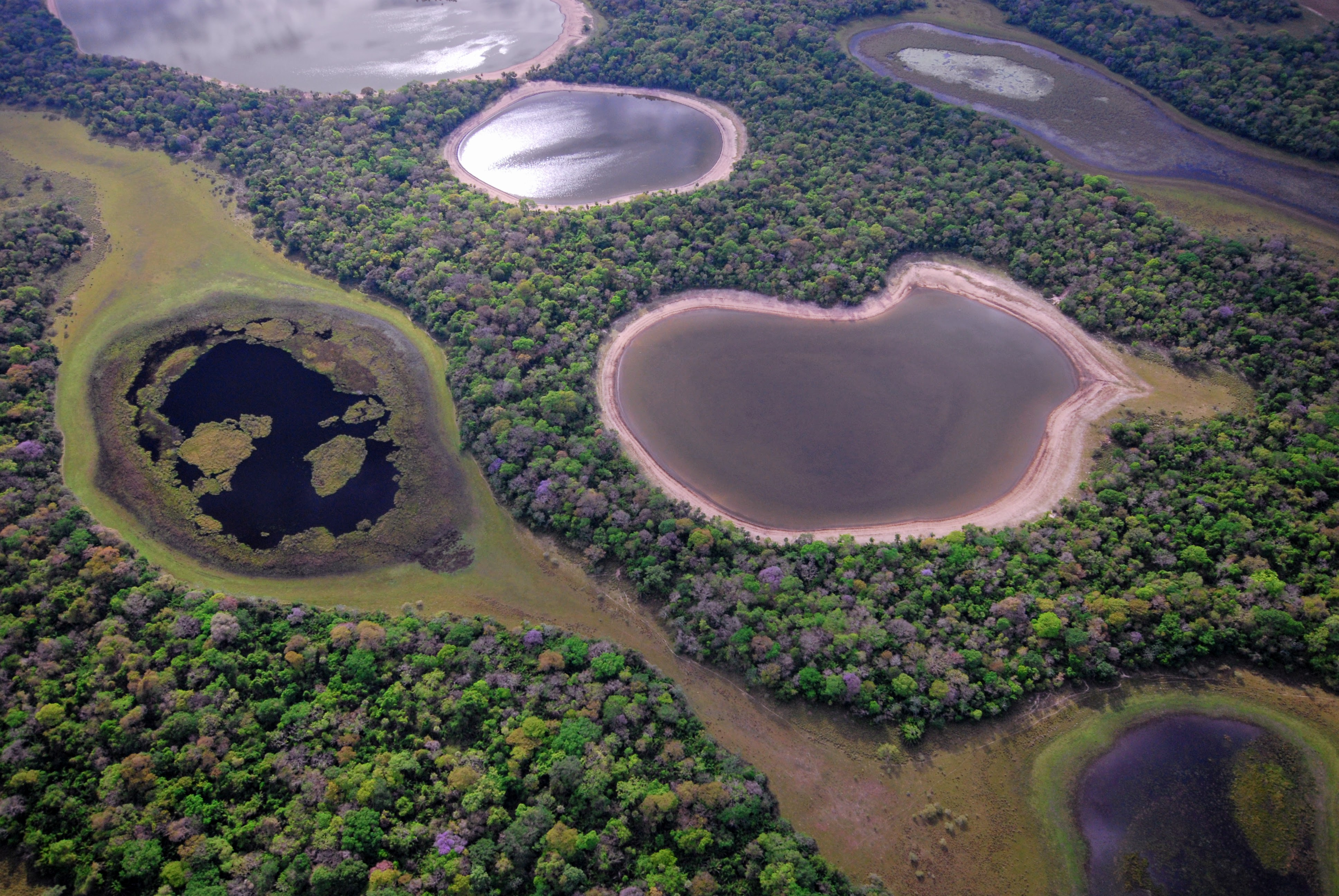
Salinas mit ihren charakteristischen Sand Ränder im Vergleich mit Süßwasser Seen.